# NGC 1311
NGC 1311 (другие обозначения — ESO 200-7, IRAS03186-5222, PGC 12460) — карликовая магелланова спиральная галактика с перемычкой (тип по Вокулёру SBm) в созвездии Часов.
Этот объект входит в число перечисленных в оригинальной редакции «Нового общего каталога».
Галактика обладает низкой металличностью Z≈ 0,004 и относится к позднему типу.Соотношение голубых и красных сверхгигантов это подтверждает.
Так как это одна из ближайших таких галактик к Земле, она активно изучается на предмет процессов звёздообразования.
Галактика NGC 1311 входит в состав группы галактик IC 1954. Помимо NGC 1311 в группу также входят IC 1933, IC 1954, ESO 200-G045, NGC 1249 и IC 1959.